# Jezioro Głębockie
Jezioro Głębockie – jezioro w woj. warmińsko-mazurskim, w pow. braniewskim, w gminie Lelkowo, leżące na terenie Wzniesień Górowskich.

## Dane morfometryczne
Powierzchnia zwierciadła wody według różnych źródeł wynosi od 81,0 ha do 95 ha.
Zwierciadło wody położone jest na wysokości 108,6 m n.p.m. Głębokość maksymalna jeziora wynosi 9,0 m lub 10 m.
Jezioro położone jest na ok. 2 km. od granicy państwa z obwodem królewieckim, na wschodnich rubieżach Warmii. Jezioro należy do typu sandaczowego.
Dno w większości muliste, choć miejscami kamieniste. W latach 80. XX wieku zbiornik służył jako magazyn drzewa pozyskanego po wielkim huraganie w 1984. Drewno pływało w jeziorze przez wiele miesięcy co doprowadziło do znacznej degradacji zbiornika. Brzegi w zasadzie bezleśne, jedynie od północno-wschodniej strony pas drzew na terenach podmokłych, poza tym łąki i pola. Jezioro pochodzenia lodowcowego o nieregularnym kształcie zbliżonym do elipsy. Z jeziora wypływa niewielka rzeka, która wpada do cieku o starej nazwie Stradick.

## Fauna
W jeziorze bytuje wiele gatunków ryb, m.in. sandacz, karp, szczupak, okoń, węgorz i leszcz oraz skorupiaki i ptaki wodne m.in. perkozy.

## Otoczenie jeziora
Nad jeziorem istnieje ośrodek wypoczynkowy i kąpielisko. Przy zachodnim brzegu leży wieś Głębock. Przed II wojną światową nad samym brzegiem jeziora znajdowała się cegielnia, która korzystała z zasobów gliny z brzegu jeziora i wówczas było ono oplecione dwoma liniami kolejowymi. Obecnie dzierżawcą jeziora jest PZW i łowienie ryb jest dozwolone zgodnie z regulaminem PZW.
W oparciu o badania przeprowadzone w 2001 roku wody jeziora zaliczono do III klasy czystości.

## Hydronomia
Według urzędowego spisu opracowanego przez Komisję Nazw Miejscowości i Obiektów Fizjograficznych (KNMiOF) nazwa tego jeziora to Jezioro Głębockie. W różnych publikacjach i na mapach topograficznych jezioro to występuje pod nazwą Głębokie lub Głębock.
Przed drugą wojną światową jezioro posiadało niemiecką nazwę Tiefensee.